# رومان بالاشوف
رومان بالاشوف (بالروسية: Балашов, Роман Владимирович)‏ هو لاعب كرة الماء روسي، ولد في 9 فبراير 1977 في موسكو في روسيا.

## وصلات خارجية
- رومان بالاشوف على موقع الاتحاد الدولي للسباحة (الإنجليزية)
- رومان بالاشوف على موقع اللجنة الأولمبية الدولية (الإنجليزية)
- رومان بالاشوف على موقع أوليمبيديا (الإنجليزية)